# كوينتانايلا سان غارسيا
بلدية كوينتانايلا سان غارسيا (بالإسبانية: Quintanilla San García)‏, هي إحدى بلديات مقاطعة برغش, التي تقع في منطقة قشتالة وليون, والتي تقع في شمال غرب إسبانيا.
يبلغ عدد سكانها 96 نسمة وفقاً لإحصائية سنة (2002).